# Буде Будисављевић (генерал)
Буде племенити Будисављевић, Будимир, Будислав (Пећане, 14. септембар 1790 — Госпић, 12. август 1862), био је српски национални радник и генерал-мајор, племић, у аустријској и (кратко) у француској служби. Потиче из угледне личке фамилије Будисављевић. Син му је био Александар Леко Будисављевић, аутор књиге Племе Будисављевића у Горњој крајини.

## Младост
Био је син граничарског мајора Мијата пл. Будисављевића (1756—1844) и мајке Јелене која је потицала из угледне породице Кнежевић из Мутилића и унук паметара Јована, који је у њему развио национална осјећања. Дјед Јован је рођен 1713. а умро 1844. Јованова сестра и његова бака била је протница Ружица Бањеглав из Бунића, код које је боравио 1798. док је ту похађао Српску основну школу (учио га је Исак Бањеглав). Њемачку школу у Подлапцу похађа 1799. године. На трогодишње школовање у војну школу у Госпићу прешао је 1801. и 1807. започео војну каријеру као кадет у госпићкој Личкој регименти. Чин заставника (фенриха) стекао је 1809, који му 1810. потврђује француска војска, у коју је ступио након окупације Карловачког генералата.

## Рат против Русије
Постао је потпоручник 1810, а потом је у чину поручника 1812. пошао у рат против Русије и једва остао жив приликом прелаза преко ријеке Березине, о чему је оставио кратко драматично свједочење. Наполеоновим освајањима Лике, а коначно Бечким миром (16. октобра 1809.) са 6 граничарских пуковнија доспјева под француску управу. Ова војска је учествовала у Наполеоновом походу на Русију 1812. Свака пуковнија морала је дићи на ноге по један батаљон (два батаљона чинила су једну пуковнију). Тако су настале три пуковније: прву су чинили Личани и Оточани, другу Огулинци и Слуњани и трећу људство из Глине и Петриње. Прва пуковнија је учествовала у познатој битки код Бородина. С Наполеоном је генерал Буде доспјео до Москве, а затим, када је пораз већ био на видику, враћају се назад за Француску, а Буде потом одлази у Лику. Током тог рата Буде је водио дневник. На основу тих записа професор Милан Будисављевић (1874—1928) објавује фељтон у Србобрану. У Русији је погинуло скоро свих 900 Личана.

## Даља војна каријера и кандидатура за српског војводу
Даље образовање наставио је 1813. и 1814. у Магдебургу у Њемачкој. Када се 1815. вратио у аустријску војску, признат му је чин оберлајтнанта па је од 1824. до 1826. био заповједник чете (кумпаније) у Врепцима у Лици, гдје је обновио српску цркву.
Премјештен је у Плашки у Огулинску регименту и априла 1832. унапређен у чин капетан - лајтнанта, а децембра 1833. у чин капетана. Као заповједник Плашчанске кумпаније обновио је српску цркву у Плашком. У вријеме владике Мушицког, поклонио је средства за изградњу нових столова Саборне цркве у Плашком. Када је јула 1839. прекомандован у штабно мјесто Госпић, ступио је у везу са српским трговцима и грађанима, укључио се у њихову национално-препородну дјелатност и зближио се са пјесницима Алексом Андрићем и Николом Боројевићем и пуковником Кузманом Тодоровићем, који је био командант Личке регименте. Као угледни официр, тада у чину капетана, биран је 1842. за посланика Срба из Лике на Народно-црквеном сабору у Карловцима на коме је Јосиф Рајачић изабран за митрополита. У току 1843. - 1844. допринијео је поправци и живописању српске цркве у Госпићу и у њу увео хармонично пјеније, односно српску вокалну капелу. У то вријеме (1843.) стекао је чин мајора, 1845. му умире жена Филипина, а 1846. добија чин потпуковника. Постао је пријатељ будућег српског војводе Стевана Шупљукца и кум будућег хрватског бана Јосипа Јелачића. Биран је за посланика на Мајској скупштини, али због пречих војних обавеза њој није присуствовао, иако је његово име било међу кандидатима за српског војводу. Када се у јавности покренуло питање о кандидатима за српског војводу, београдске Србске новине предлагале су и Буду за војводу, указујући на његове врлине и ватрену љубав према Србству.

## Рат против Мађара и проблеми у Панчеву
Са своја четири сина пошао је 1848. у рат против Мађара као командант Трећег личког граничарског батаљона у саставу Првог армијског корпуса Јелачићеве војске која је јануара 1849. ушла у Пешту. Марта 1849. унапређен је у чин пуковника, да би од маја 1849, као командант бригаде, учествовао у операцијама Јелачићеве јужне армије на подручју Српске војводине. Најприје је својом бригадом вршио блокаду Петроварадинске тврђаве из правца Каменице, а затим је јуна мјесеца учествовао у нападу на Нови Сад из правца Пирошког пута, разбио одред мађарске војске, заробио пет топова и наставио прогон непријатеља. Његова бригада учествовала је у борбама код Жабља и Ђурђева, а јула је поново враћена на опсаду Петроварадинске тврђаве. Чин генерал-мајора стекао је 1850. и премјештен у Панчево, гдје је био изложен клеветама и сумњама као официр српске народности. О томе је записао:
Ја сам познавао једног издајицу Србина у Земуну, који је од шпионаже живио, цивилиста. Тај је сваке недјеље прелазио у Београд, тамо у конзулату ковао лажи о завјерама, које се тобоже снују у споразуму са Србијанцима, а то све је посље бригада јављала у Темишвар и ту је предшасник мога оца Генерал Кромберг себи ружно име код Срба стекао... Идем у пензју, не могу више трпити ова безаконија. Гоне ме да лажем, а ја не могу да лажем ни да опадам мој народ, кад није истина све оно што хоће, да им јављам. Нећу под моју старост да каљам моје поштено име и душу... Здрав сам, али незадовољан, јер се у сплетке не разумијем - и с тога сам предао молбу за умировљење (пензионисање). У својој старости не би рад да видим понижен мој добри глас и име.

## Пензионисање и смрт
Одлази у пензију 1852. и враћа се у Госпић са намјером да у њему подигне српску школу за Личку и Оточку регименту и ближу околину. Са архимандритом Сергијем Каћанским, администратором Горњокарловачког владичанства, успјео је да подигне школску зграду. Сачувана је и објављена преписка генерала Буде са Каћанским. Био је противник укидања Војне крајине и активно је учествовао у разговорима о присаједињењу Војне крајине цивилној Хрватској. Сахрањен је у Госпићу. Вијест о смрти објавена је у Народним новинама од 22. августа 1862. Споменик генералу био је постављен 1870. у Госпићу на централном тргу, а уклоњен је послије Другог свјетског рата, јер његов лик и дјело нису одговарали новој власти. Анастас Јовановић је 1851. у Бечу урадио литографију генерала Будета и она се чува у Матици српској у Новом Саду.
Рукописи 3., 4. и 5. свеске за историју Личке пуковније на њемачком језику и готичком писму се приписују Францу Ваничеку. Рукописи су заједно с осталим рукописима за повијест Лике и Личке пуковније били у посједу генерала и књижевника Буде Будисављевић Приједорског, а данас се чувају у Збирци рукописа Хрватског државног архива у Загребу. Недостаје 1. и 2. дио, а на насловници је Будисављевић написао ћирилицом: Баш знам, ко ми је украо 1. и 2. свеску, један господин, што ме је походио.